# Juan Luis de Nassau-Saarbrücken
El conde Juan Luis de Nassau-Saarbrücken (Saarbrücken, 19 de octubre de 1472 - Ibíd., 4 de junio de 1545) fue conde de Nassau-Saarbrücken.

## Vida
Fue el hijo póstumo del conde Juan II y su segunda esposa, Isabel de Wurtemberg-Urach.

### Matrimonios e hijos
En 1492, se casó con Isabel (1469-1500), la hija del conde palatino  Luis I del Palatinado-Zweibrücken. Tuvieron los siguientes hijos:
- Ottilie (1492-1554), se casó con Juan V de Sayn en 1516.
- Anna (1493-1565).
- Elisabeth (1495-1559).
- Johanna (1496-1566).
- Margaret (1497).
- Felicitas (1499).

Tras la muerte de Isabel, Juan se casó en 1506 con Catalina de Moers-Saarwerden (1491-1547).  Tuvieron los siguientes hijos:
- Felipe II (1509-1554)
- Juan III, se casó con Adelaida de Kronengracht.
- Margaret (1513-1562).
- Elisabeth (1515-1568).
- Catherine (1517-1553), se casó en 1537 con el conde Emich IX en Leiningen-Dagsburgo.
- Agnes (1519).
- John Louis (1524-1542).
- Adolfo I (1526-1559), se casó en 1553 con Anastasia de Isenburgo-Grenzau.